# Gilleleje Øst
Gilleleje Øst (duński: Gilleleje Øst Station) – przystanek kolejowy w miejscowości Gilleleje, w Regionie Stołecznym, w Danii. 
Usługi związane z transportem kolejowym prowadzone są przez Lokalbanen.
Stacja została wcześniej nazwana Østerport, tak samo jak otwarta w 1934 stacja Kopenhaga Østerport. Aby uniknąć nieporozumień między tymi dwiema stacjami i dla wprowadzenia skomputeryzowanych harmonogramów i zmieniono nazwę z Østerport w 1995 na obecną Gilleleje Øst.

## Linie kolejowe
- Hornbækbanen